# Стахов, Игорь Борисович
Игорь Борисович Стахов (28 августа 1970, Одесса, Украинская ССР, СССР) — украинский футболист, нападающий.

## Игровая карьера
Воспитанник одесского футбола. Первый тренер — В. Кузьмин. Играл в любительских командах «Гранит» (Шаргород) и «Подолье» (Кирнасовка). С 1993 года играл в высшей лиге чемпионата Молдавии за «Нистру» (Чобурчи). С 1995 — во второй польской лиге за «Вигры». С 1997 — во второй украинской за «СКА-Лотто». С 1998 снова в Молдавии за «Конструкторул» (Кишинёв). В 1999 году перешёл в клуб высшей лиги чемпионата Украины СК «Николаев». Дебют — 7 марта 1999 года СК «Николаев» — «Металлист» (Харьков) 0:2.